# Stazione fantasma (trasporti)
Una stazione fantasma (in inglese ghost station, dalla parola tedesca Geisterbahnhof) indica una stazione o fermata ferroviaria, spesso sotterranea, temporaneamente o definitivamente fuori esercizio ma comunque attraversata dai treni in transito.

## Origini e caratteristiche
L'origine del nome è tedesca e risale al periodo in cui la città di Berlino era divisa tra i settori sovietico e statunitense, motivo per cui la sua metropolitana presentava numerose stazioni chiuse, inattive o inaccessibili.
Il termine è in seguito passato a indicare stazioni o fermate chiuse al servizio viaggiatori ma comunque attraversate da treni in transito (come ad esempio fu per la fermata Quintiliani della metropolitana di Roma), sia stazioni su linee inattive o non più esistenti come la londinese Aldwych. Alcune   stazioni "fantasma" sono state ripristinate e tornate ad essere utilizzate dai viaggiatori.

## Esempi
Francia
- Stazioni fantasma della metropolitana di Parigi

Germania
- Stazioni fantasma della metropolitana di Berlino

Italia
- Corvetto (metropolitana di Genova), i cui lavori di costruzione sono stati iniziati nel 2007, arrestati nel 2010 per mancanza di fondi e ripresi nel 2023 dopo la revisione del progetto
- Quintiliani (metropolitana di Roma), oggi attiva ma rimasta inutilizzata dal 1990, anno della sua costruzione, al 2003[1]

Regno Unito
- Stazioni fantasma della metropolitana di Londra

Spagna
- Banc, Gaudì (metropolitana di Barcellona)
- Chamberí (metropolitana di Madrid), chiusa nel 1966, oggi trasformata in museo

Stati Uniti
- Stazioni fantasma della metropolitana di New York